# Opération Salaam

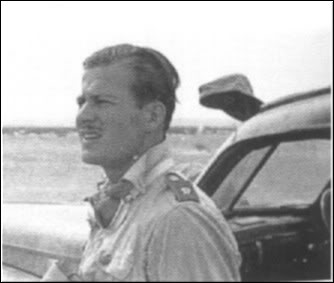
Johannes Eppler

L'opération Salaam est l'infiltration en Égypte en mai 1942 pendant la Seconde Guerre mondiale de deux agents allemands - Johannes Eppler et Hans-Gerd Sandstede - de l'Abwehr afin de recueillir des renseignements sur les forces britanniques avant l'offensive de l'Afrika Korps de Rommel vers le canal de Suez. L'infiltration se fait à l'aide de l'explorateur hongrois László Almásy depuis le front allemand et en parcourant par un grand détour vers le sud plus de 4 200 km de désert en voiture. L'infiltration réussit ; les deux agents sont rapidement repérés et arrêtés au Caire. 
Cette histoire inspire Ken Follett pour son roman Le Code Rebecca.

## Les agents
- Johannes Eppler, 28 ans, né à Alexandrie d'un père libanais et d'une mère allemande qui se remaria avec un juge égyptien, devenu ensuite ministre de la Justice[1]. Il parle arabe et anglais couramment[1].
- Hans-Gerd Sanstede, radio, a travaillé pour la Texas Oil Company en Afrique avant guerre et parle couramment anglais[1].